# Primera División 2007-2008 (Argentina)
L'edizione 2007-2008 del Campionato argentino di calcio si è svolto in due fasi: il torneo di Apertura e quello di Clausura. Quello di Apertura è stato vinto dal Lanús mentre in quello di Clausura si è imposto il River Plate.

## Torneo di Apertura
Il campionato d'Apertura 2007 fu vinto dal Lanús con quattro punti di vantaggio sul Tigre. Inoltre è da ricordare la straordinaria media gol di Germán Denis, autore di 18 gol in 19 partite.

### Classifica finale
|  | Pos. | Squadra            | Pt | G  | V  | N | P  | GF | GS | DR  |
|  | ---- | ------------------ | -- | -- | -- | - | -- | -- | -- | --- |
|  | 1.   | Lanús              | 38 | 19 | 11 | 5 | 3  | 34 | 21 | +13 |
|  | 2.   | Tigre              | 34 | 19 | 10 | 4 | 5  | 28 | 20 | +8  |
|  | 3.   | Banfield           | 32 | 19 | 10 | 2 | 7  | 22 | 21 | +1  |
|  | 4.   | Boca Juniors       | 31 | 19 | 9  | 4 | 6  | 32 | 18 | +14 |
|  | 5.   | Argentinos Juniors | 31 | 19 | 9  | 4 | 6  | 29 | 20 | +9  |
|  | 6.   | Estudiantes (LP)   | 30 | 19 | 8  | 6 | 5  | 27 | 19 | +8  |
|  | 7.   | Huracán            | 30 | 19 | 8  | 6 | 5  | 24 | 22 | +2  |
|  | 8.   | San Lorenzo        | 29 | 19 | 8  | 5 | 6  | 29 | 27 | +2  |
|  | 9.   | Independiente      | 28 | 19 | 8  | 4 | 7  | 33 | 23 | +10 |
|  | 10.  | Vélez Sarsfield    | 27 | 19 | 8  | 3 | 8  | 25 | 25 | 0   |
|  | 11.  | Newell's Old Boys  | 27 | 19 | 8  | 3 | 8  | 16 | 22 | -6  |
|  | 12.  | Arsenal Sarandí    | 26 | 19 | 7  | 5 | 7  | 18 | 24 | -6  |
|  | 13.  | Racing Club        | 25 | 19 | 7  | 4 | 8  | 23 | 24 | -1  |
|  | 14.  | River Plate        | 23 | 19 | 6  | 5 | 6  | 31 | 33 | -2  |
|  | 15.  | Colón (SF)         | 22 | 19 | 6  | 4 | 9  | 19 | 22 | -3  |
|  | 16.  | Olimpo             | 22 | 19 | 6  | 4 | 9  | 18 | 24 | -6  |
|  | 17.  | Gimnasia (J)       | 20 | 19 | 5  | 5 | 9  | 22 | 31 | -9  |
|  | 18.  | Gimnasia (LP)      | 19 | 19 | 5  | 4 | 10 | 15 | 27 | -12 |
|  | 19.  | San Martín (SJ)    | 18 | 19 | 5  | 3 | 11 | 18 | 29 | -11 |
|  | 20.  | Rosario Central    | 14 | 19 | 2  | 8 | 9  | 21 | 33 | -12 |

### Classifica marcatori
| Gol |  |  | Giocatore       | Squadra         |
| --- |  |  | --------------- | --------------- |
| 18  |  |  | Germán Denis    | Independiente   |
| 15  |  |  | José Sand       | Lanús           |
| 13  |  |  | Martín Palermo  | Boca Juniors    |
| 10  |  |  | Leandro Lázzaro | Tigre           |
| 9   |  |  | José Vizcarra   | Rosario Central |
| 9   |  |  | Andrés Silvera  | San Lorenzo     |

### Risultati
| Giornata 1         | Giornata 1 | Giornata 1           |
| Squadra in casa    | Risultato  | Squadra in trasferta |
| ------------------ | ---------- | -------------------- |
| Colón              | 0 - 1      | Vélez Sársfield      |
| Banfield           | 0 - 3      | Estudiantes          |
| Argentinos Juniors | 0 - 1      | San Martín           |
| Gimnasia (LP)      | 0 - 1      | Tigre                |
| Independiente      | 5 - 3      | Lanús                |
| Newell's Old Boys  | 1 - 0      | San Lorenzo          |
| Olimpo             | 0 - 2      | Racing Club          |
| Boca Juniors       | 0 - 0      | Rosario Central      |
| Huracán            | 1 - 1      | Arsenal              |
| Gimnasia (J)       | 2 - 2      | River Plate          |

| Giornata 2         | Giornata 2 | Giornata 2           |
| Squadra in casa    | Risultato  | Squadra in trasferta |
| ------------------ | ---------- | -------------------- |
| Arsenal            | 2 - 0      | Colón                |
| San Martín         | 1 - 2      | San Lorenzo          |
| Rosario Central    | 2 - 2      | Gimnasia (LP)        |
| Vélez Sársfield    | 3 - 0      | Olimpo               |
| Racing Club        | 0 - 1      | Banfield             |
| Estudiantes        | 1 - 0      | Gimnasia (J)         |
| Lanús              | 1 - 1      | Huracán              |
| Tigre              | 0 - 3      | Independiente        |
| Argentinos Juniors | 3 - 2      | Boca Juniors         |
| River Plate        | 3 - 1      | Newell's Old Boys    |

| Giornata 3        | Giornata 3 | Giornata 3           |
| Squadra in casa   | Risultato  | Squadra in trasferta |
| ----------------- | ---------- | -------------------- |
| Gimnasia (LP)     | 0 - 2      | Argentinos Juniors   |
| Independiente     | 1 - 0      | Rosario Central      |
| Huracán           | 0 - 0      | Tigre                |
| Colón             | 2 - 1      | Lanús                |
| Olimpo            | 1 - 0      | Arsenal              |
| Banfield          | 1 - 0      | Vélez Sársfield      |
| Gimnasia (J)      | 2 - 1      | Racing Club          |
| San Lorenzo       | 1 - 1      | River Plate          |
| Newell's Old Boys | 2 - 1      | Estudiantes          |
| Boca Juniors      | 1 - 0      | San Martín           |

| Giornata 4         | Giornata 4 | Giornata 4           |
| Squadra in casa    | Risultato  | Squadra in trasferta |
| ------------------ | ---------- | -------------------- |
| Tigre              | 0 - 2      | Colón                |
| Racing Club        | 2 - 0      | Newell's Old Boys    |
| Arsenal            | 0 - 4      | Banfield             |
| Rosario Central    | 0 - 1      | Huracán              |
| Argentinos Juniors | 0 - 1      | Independiente        |
| Lanús              | 2 - 1      | Olimpo               |
| Estudiantes        | 1 - 1      | San Lorenzo          |
| San Martín         | 1 - 0      | River Plate          |
| Boca Juniors       | 2 - 1      | Gimnasia (LP)        |
| Vélez Sársfield    | 4 - 2      | Gimnasia (J)         |

| Giornata 5        | Giornata 5 | Giornata 5           |
| Squadra in casa   | Risultato  | Squadra in trasferta |
| ----------------- | ---------- | -------------------- |
| Banfield          | 1 - 2      | Lanús                |
| Colón             | 2 - 0      | Rosario Central      |
| Olimpo            | 0 - 1      | Tigre                |
| San Lorenzo       | 4 - 3      | Racing Club          |
| River Plate       | 4 - 2      | Estudiantes          |
| Gimnasia (J)      | 1 - 0      | Arsenal              |
| Huracán           | 3 - 2      | Argentinos Juniors   |
| Independiente     | 2 - 3      | Boca Juniors         |
| Gimnasia (LP)     | 2 - 0      | San Martín           |
| Newell's Old Boys | 2 - 0      | Vélez Sársfield      |

| Giornata 6         | Giornata 6 | Giornata 6           |
| Squadra in casa    | Risultato  | Squadra in trasferta |
| ------------------ | ---------- | -------------------- |
| Tigre              | 1 - 0      | Banfield             |
| Rosario Central    | 1 - 1      | Olimpo               |
| Arsenal            | 1 - 0      | Newell's Old Boys    |
| Argentinos Juniors | 2 - 1      | Colón                |
| Lanús              | 2 - 0      | Gimnasia (J)         |
| Gimnasia (LP)      | 1 - 0      | Independiente        |
| San Martín         | 1 - 0      | Estudiantes          |
| Vélez Sársfield    | 2 - 0      | San Lorenzo          |
| Racing Club        | 1 - 1      | River Plate          |
| Boca Juniors       | 1 - 0      | Huracán              |

| Giornata 7        | Giornata 7 | Giornata 7           |
| Squadra in casa   | Risultato  | Squadra in trasferta |
| ----------------- | ---------- | -------------------- |
| Gimnasia (J)      | 0 - 2      | Tigre                |
| Olimpo            | 1 - 1      | Argentinos Juniors   |
| Banfield          | 3 - 2      | Rosario Central      |
| Huracán           | 0 - 1      | Gimnasia (LP)        |
| Newell's Old Boys | 0 - 0      | Lanús                |
| Independiente     | 2 - 2      | San Martín           |
| Estudiantes       | 2 - 1      | Racing Club          |
| San Lorenzo       | 2 - 4      | Arsenal              |
| River Plate       | 5 - 0      | Vélez Sársfield      |
| Colón             | 1 - 0      | Boca Juniors         |

| Giornata 8         | Giornata 8 | Giornata 8           |
| Squadra in casa    | Risultato  | Squadra in trasferta |
| ------------------ | ---------- | -------------------- |
| Tigre              | 2 - 2      | Newell's Old Boys    |
| Rosario Central    | 1 - 1      | Gimnasia (J)         |
| Argentinos Juniors | 2 - 0      | Banfield             |
| Independiente      | 3 - 0      | Huracán              |
| Arsenal            | 2 - 1      | River Plate          |
| San Martín         | 0 - 2      | Racing Club          |
| Boca Juniors       | 2 - 0      | Olimpo               |
| Vélez Sársfield    | 1 - 0      | Estudiantes          |
| Lanús              | 4 - 3      | San Lorenzo          |
| Gimnasia (LP)      | 2 - 0      | Colón                |

| Giornata 9        | Giornata 9 | Giornata 9           |
| Squadra in casa   | Risultato  | Squadra in trasferta |
| ----------------- | ---------- | -------------------- |
| Gimnasia (J)      | 1 - 1      | Argentinos Juniors   |
| Colón             | 1 - 3      | Independiente        |
| Olimpo            | 0 - 0      | Gimnasia (LP)        |
| Estudiantes       | 1 - 1      | Arsenal              |
| Huracán           | 2 - 1      | San Martín           |
| Racing Club       | 1 - 0      | Vélez Sársfield      |
| Newell's Old Boys | 0 - 1      | Rosario Central      |
| San Lorenzo       | 2 - 1      | Tigre                |
| River Plate       | 3 - 1      | Lanús                |
| Banfield          | 0 - 6      | Boca Juniors         |

| Giornata 10        | Giornata 10 | Giornata 10          |
| Squadra in casa    | Risultato   | Squadra in trasferta |
| ------------------ | ----------- | -------------------- |
| Huracán            | 2 - 2       | Colón                |
| Rosario Central    | 1 - 3       | San Lorenzo          |
| Gimnasia (LP)      | 0 - 1       | Banfield             |
| Argentinos Juniors | 4 - 0       | Newell's Old Boys    |
| San Martín         | 3 - 2       | Vélez Sársfield      |
| Independiente      | 3 - 0       | Olimpo               |
| Tigre              | 4 - 1       | River Plate          |
| Boca Juniors       | 2 - 2       | Gimnasia (J)         |
| Lanús              | 1 - 0       | Estudiantes          |
| Arsenal            | 0 - 1       | Racing Club          |

| Giornata 11       | Giornata 11 | Giornata 11          |
| Squadra in casa   | Risultato   | Squadra in trasferta |
| ----------------- | ----------- | -------------------- |
| Olimpo            | 3 - 1       | Huracán              |
| Estudiantes       | 2 - 2       | Tigre                |
| Gimnasia (J)      | 4 - 0       | Gimnasia (LP)        |
| Vélez Sársfield   | 0 - 0       | Arsenal              |
| Colón             | 1 - 1       | San Martín           |
| Banfield          | 2 - 0       | Independiente        |
| River Plate       | 3 - 3       | Rosario Central      |
| San Lorenzo       | 2 - 1       | Argentinos Juniors   |
| Racing Club       | 1 - 1       | Lanús                |
| Newell's Old Boys | 1 - 0       | Boca Juniors         |

| Giornata 12        | Giornata 12 | Giornata 12          |
| Squadra in casa    | Risultato   | Squadra in trasferta |
| ------------------ | ----------- | -------------------- |
| Colón              | 3 - 0       | Olimpo               |
| Independiente      | 3 - 0       | Gimnasia (J)         |
| Huracán            | 1 - 0       | Banfield             |
| Argentinos Juniors | 4 - 1       | River Plate          |
| Lanús              | 2 - 1       | Vélez Sársfield      |
| Boca Juniors       | 2 - 0       | San Lorenzo          |
| Rosario Central    | 2 - 2       | Estudiantes          |
| San Martín         | 1 - 1       | Arsenal              |
| Tigre              | 3 - 2       | Racing Club          |
| Gimnasia (LP)      | 2 - 0       | Newell's Old Boys    |

| Giornata 13       | Giornata 13 | Giornata 13          |
| Squadra in casa   | Risultato   | Squadra in trasferta |
| ----------------- | ----------- | -------------------- |
| Gimnasia (J)      | 2 - 0       | Huracán              |
| Banfield          | 3 - 1       | Colón                |
| Olimpo            | 2 - 1       | San Martín           |
| Racing Club       | 2 - 2       | Rosario Central      |
| Vélez Sársfield   | 1 - 1       | Tigre                |
| San Lorenzo       | 1 - 1       | Gimnasia (LP)        |
| River Plate       | 2 - 0       | Boca Juniors         |
| Newell's Old Boys | 2 - 1       | Independiente        |
| Estudiantes       | 3 - 0       | Argentinos Juniors   |
| Arsenal           | 0 - 1       | Lanús                |

| Giornata 14        | Giornata 14 | Giornata 14          |
| Squadra in casa    | Risultato   | Squadra in trasferta |
| ------------------ | ----------- | -------------------- |
| Tigre              | 2 - 0       | Arsenal              |
| Lanús              | 2 - 0       | San Martín           |
| Olimpo             | 1 - 1       | Banfield             |
| Colón              | 0 - 1       | Gimnasia (J)         |
| Rosario Central    | 0 - 2       | Vélez Sársfield      |
| Argentinos Juniors | 1 - 0       | Racing Club          |
| Gimnasia (LP)      | 0 - 2       | River Plate          |
| Huracán            | 3 - 1       | Newell's Old Boys    |
| Boca Juniors       | 1 - 1       | Estudiantes          |
| Independiente      | 1 - 2       | San Lorenzo          |

| Giornata 15       | Giornata 15 | Giornata 15          |
| Squadra in casa   | Risultato   | Squadra in trasferta |
| ----------------- | ----------- | -------------------- |
| Arsenal           | 1 - 0       | Rosario Central      |
| San Martín        | 0 - 1       | Banfield             |
| Gimnasia (J)      | 0 - 3       | Olimpo               |
| Racing Club       | 0 - 3       | Boca Juniors         |
| Newell's Old Boys | 1 - 1       | Colón                |
| Estudiantes       | 1 - 0       | Gimnasia (LP)        |
| San Lorenzo       | 1 - 1       | Huracán              |
| River Plate       | 1 - 1       | Independiente        |
| Lanús             | 2 - 1       | Tigre                |
| Vélez Sársfield   | 3 - 0       | Argentinos Juniors   |

| Giornata 16        | Giornata 16 | Giornata 16          |
| Squadra in casa    | Risultato   | Squadra in trasferta |
| ------------------ | ----------- | -------------------- |
| Gimnasia (LP)      | 1 - 3       | Racing Club          |
| Rosario Central    | 1 - 4       | Lanús                |
| Banfield           | 1 - 1       | Gimnasia (J)         |
| Colón              | 0 - 0       | San Lorenzo          |
| Olimpo             | 1 - 0       | Newell's Old Boys    |
| Huracán            | 2 - 1       | River Plate          |
| Independiente      | 1 - 2       | Estudiantes          |
| Tigre              | 3 - 0       | San Martín           |
| Boca Juniors       | 4 - 0       | Vélez Sársfield      |
| Argentinos Juniors | 4 - 0       | Arsenal              |

| Giornata 17       | Giornata 17 | Giornata 17          |
| Squadra in casa   | Risultato   | Squadra in trasferta |
| ----------------- | ----------- | -------------------- |
| San Lorenzo       | 1 - 0       | Olimpo               |
| Tigre             | 2 - 1       | Rosario Central      |
| Racing Club       | 0 - 0       | Independiente        |
| Newell's Old Boys | 1 - 0       | Banfield             |
| River Plate       | 0 - 2       | Colón                |
| Vélez Sársfield   | 3 - 1       | Gimnasia (LP)        |
| San Martín        | 3 - 2       | Gimnasia (J)         |
| Arsenal           | 2 - 1       | Boca Juniors         |
| Lanús             | 0 - 0       | Argentinos Juniors   |
| Huracán           | 1 - 1       | Estudiantes          |

| Giornata 18        | Giornata 18 | Giornata 18          |
| Squadra in casa    | Risultato   | Squadra in trasferta |
| ------------------ | ----------- | -------------------- |
| Rosario Central    | 3 - 2       | San Martín           |
| Colón              | 0 - 2       | Estudiantes          |
| Olimpo             | 4 - 0       | River Plate          |
| Huracán            | 3 - 0       | Racing Club          |
| Gimnasia (J)       | 0 - 1       | Newell's Old Boys    |
| Banfield           | 1 - 0       | San Lorenzo          |
| Boca Juniors       | 1 - 1       | Lanús                |
| Argentinos Juniors | 1 - 0       | Tigre                |
| Independiente      | 1 - 1       | Vélez Sársfield      |
| Gimnasia (LP)      | 1 - 1       | Arsenal              |

| Giornata 19     | Giornata 19 | Giornata 19          |
| Squadra in casa | Risultato   | Squadra in trasferta |
| --------------- | ----------- | -------------------- |
| Tigre           | 2 - 1       | Boca Juniors         |
| Lanús           | 4 - 0       | Gimnasia (LP)        |
| Rosario Central | 1 - 1       | Argentinos Juniors   |
| Estudiantes     | 2 - 0       | Olimpo               |
| River Plate     | 0 - 2       | Banfield             |
| Racing Club     | 1 - 0       | Colón                |
| San Martín      | 0 - 1       | Newell's Old Boys    |
| Arsenal         | 3 - 2       | Independiente        |
| San Lorenzo     | 4 - 1       | Gimnasia (J)         |
| Vélez Sársfield | 1 - 2       | Huracán              |

## Torneo di Clausura
Il campionato di Clausura 2008 fu vinto dal River Plate con una giornata d'anticipo. Secondo posto a pari merito per Boca Juniors e Estudiantes. Il Lanús campione d'Apertura chiude al quint'ultimo posto. La classifica cannonieri fu vinta da Darío Cvitanich del Banfield con 13 reti, seguito dal cannoniere del Boca Martín Palermo arrivato a quota 10 mentre il capocannoniere del torneo di Apertura, Germán Denis, si piazzò terzo con 9 gol.

### Classifica finale
|  | Pos. | Squadra            | Pt | G  | V  | N | P  | GF | GS | DR  |
|  | ---- | ------------------ | -- | -- | -- | - | -- | -- | -- | --- |
|  | 1.   | River Plate        | 43 | 19 | 13 | 4 | 2  | 31 | 13 | +18 |
|  | 2.   | Boca Juniors       | 39 | 19 | 11 | 6 | 2  | 33 | 15 | +18 |
|  | 3.   | Estudiantes (LP)   | 39 | 19 | 11 | 6 | 2  | 29 | 16 | +13 |
|  | 4.   | San Lorenzo        | 35 | 19 | 11 | 2 | 6  | 30 | 21 | +9  |
|  | 5.   | Vélez Sarsfield    | 32 | 19 | 9  | 5 | 5  | 24 | 17 | +7  |
|  | 6.   | Independiente      | 31 | 19 | 8  | 7 | 4  | 25 | 15 | +10 |
|  | 7.   | Argentinos Juniors | 30 | 19 | 9  | 3 | 7  | 23 | 24 | -1  |
|  | 8.   | Newell's Old Boys  | 29 | 19 | 8  | 5 | 6  | 21 | 19 | +2  |
|  | 9.   | Rosario Central    | 27 | 19 | 7  | 6 | 6  | 26 | 23 | +3  |
|  | 10.  | Arsenal Sarandí    | 25 | 19 | 7  | 4 | 8  | 22 | 25 | -3  |
|  | 11.  | Colón (SF)         | 23 | 19 | 6  | 5 | 8  | 25 | 29 | -4  |
|  | 12.  | Banfield           | 22 | 19 | 6  | 4 | 9  | 36 | 36 | 0   |
|  | 13.  | Huracán            | 22 | 19 | 5  | 7 | 7  | 15 | 17 | -2  |
|  | 14.  | Tigre              | 22 | 19 | 6  | 4 | 9  | 24 | 37 | -13 |
|  | 15.  | Olimpo             | 20 | 19 | 6  | 2 | 11 | 21 | 32 | -11 |
|  | 16.  | Lanús              | 18 | 19 | 5  | 3 | 11 | 27 | 39 | -12 |
|  | 17.  | Gimnasia (LP)      | 17 | 19 | 4  | 5 | 10 | 19 | 26 | -7  |
|  | 18.  | San Martín (SJ)    | 17 | 19 | 5  | 2 | 12 | 20 | 31 | -11 |
|  | 19.  | Gimnasia (J)       | 15 | 19 | 2  | 9 | 8  | 20 | 28 | -8  |
|  | 20.  | Racing Club        | 15 | 19 | 2  | 9 | 8  | 14 | 22 | -8  |

### Classifica marcatori
| Gol |  |  | Giocatore        | Squadra           |
| --- |  |  | ---------------- | ----------------- |
| 13  |  |  | Darío Cvitanich  | Banfield          |
| 10  |  |  | Martín Palermo   | Boca Juniors      |
| 9   |  |  | Germán Denis     | Independiente     |
| 9   |  |  | Santiago Salcedo | Newell's Old Boys |
| 9   |  |  | Diego Buonanotte | River Plate       |
| 9   |  |  | Martín Bravo     | San Martín (SJ)   |
| 8   |  |  | Rubén Ramírez    | Colón (SF)        |

## Retrocessioni
| Squadra            | Media | Punti | Giocate | 2005-06 | 2006-07 | 2007-08 |
| ------------------ | ----- | ----- | ------- | ------- | ------- | ------- |
| Boca Juniors       | 2,070 | 236   | 114     | 83/38   | 83/38   | 70/38   |
| Estudiantes (LP)   | 1,772 | 202   | 114     | 52/38   | 81/38   | 69/38   |
| River Plate        | 1,746 | 199   | 114     | 62/38   | 71/38   | 66/38   |
| San Lorenzo        | 1,693 | 193   | 114     | 56/38   | 73/38   | 64/38   |
| Vélez Sarsfield    | 1,518 | 173   | 114     | 58/38   | 56/38   | 59/38   |
| Lanús              | 1,518 | 173   | 114     | 58/38   | 59/38   | 56/38   |
| Independiente      | 1,500 | 171   | 114     | 55/38   | 57/38   | 59/38   |
| Tigre              | 1,474 | 56    | 38      | N/A     | N/A     | 56/38   |
| Argentinos Juniors | 1,377 | 157   | 114     | 50/38   | 46/38   | 61/38   |
| Arsenal Sarandí    | 1,377 | 157   | 114     | 44/38   | 62/38   | 51/38   |
| Huracán            | 1,368 | 52    | 38      | N/A     | N/A     | 52/38   |
| Banfield           | 1,333 | 152   | 114     | 59/38   | 39/38   | 54/38   |
| Gimnasia (LP)      | 1,272 | 145   | 114     | 69/38   | 40/38   | 36/38   |
| Newell's Old Boys  | 1,246 | 142   | 114     | 51/38   | 38/38   | 53/38   |
| Rosario Central    | 1,211 | 142   | 114     | 45/38   | 52/38   | 44/38   |
| Colón (SF)         | 1,202 | 137   | 114     | 46/38   | 46/38   | 45/38   |
| Racing Club        | 1,167 | 133   | 114     | 44/38   | 49/38   | 40/38   |
| Gimnasia (J)       | 1,132 | 129   | 114     | 51/38   | 43/38   | 35/38   |
| Olimpo             | 1,105 | 42    | 38      | N/A     | N/A     | 42/38   |
| San Martín (SJ)    | 0,921 | 35    | 38      | N/A     | N/A     | 35/38   |

L'Olimpo e il San Martín (SJ) retrocedono in Primera B Nacional.

### Playoff Promozione
| Squadra 1  | Totale | Squadra 2    | Andata | Ritorno |
| ---------- | ------ | ------------ | ------ | ------- |
| Unión (SF) | 1 - 2  | Gimnasia (J) | 1 - 1  | 0 - 1   |
| Belgrano   | 1 - 2  | Racing Club  | 1 - 1  | 0 - 1   |

#### Andata
| Arbitro: | Alejandro Sabino |

|                |           |              |
| Serrizuela 44’ | Marcatori | 34’ Carranza |

| Arbitro: | Gustavo Bassi |

|           |           |          |
| Gigli 76’ | Marcatori | 14’ Sava |

#### Ritorno
| Arbitro: | Diego Abal |

|            |           |  |
| Arraya 68’ | Marcatori |  |

| Arbitro: | Sergio Pezzotta |

|             |           |  |
| Morales 10’ | Marcatori |  |

Il Gimnasia (J) vince 2-1 e rimane in Priméra Division, mentre l'Unión (SF) rimane in Primera B Nacional.
Il Racing Club vince 2-1 e rimane in Priméra Division, mentre il Belgrano rimane in Primera B Nacional.